# Dave Bewley
David G. Bewley (22 de septiembre de 1920 – 6 de marzo de 2013) fue un jugador de fútbol profesional inglés que jugó como defensa para varios equipos de la Football League. Nació en Bournemouth, Inglaterra. 

## Biografía
Debutó como jugador de fútbol con el Ebbsfleet United, y posteriormente fue traspasado al Fulham FC, club en el que permaneció durante tres temporadas, jugando un total de 17 partidos y marcando un gol. En 1949 rescindió su contrato con el club londinense, yéndose al Reading FC, jugando 11 partidos y marcando un gol en tres temporadas con el club. Tras acabar su etapa en el club fue comprado de nuevo por el Fulham FC, permaneciendo dos años aunque sin jugar ningún partido debido a una lesión anterior. En 1953 fue traspasado al Watford FC, club en el que destacó más como jugador, jugando 113 partidos y marcando un gol en tres temporadas.

## Muerte
David G. Bewley falleció el 6 de marzo de 2013 a la edad de 92 años. A la fecha de su muerte, sigue siendo el jugador más veterano en jugar con el Reading FC.

## Clubes
| Club             | País       | Año         |
| ---------------- | ---------- | ----------- |
| Ebbsfleet United | Inglaterra | ¿? - ¿?     |
| Fulham FC        | Inglaterra | 1946 - 1949 |
| Reading FC       | Inglaterra | 1949 - 1951 |
| Fulham FC        | Inglaterra | 1951 - 1953 |
| Watford FC       | Inglaterra | 1953 - 1956 |